# 1988 في بنغلاديش
فيما يلي قوائم الأحداث التي وقعت خلال عام 1988 في بنغلاديش.

## سياسة

### انتهاء فترة المنصب
- 3 مارس – شيخة حسينة واجد زعيم المعارضة [الإنجليزية]‏.

## مواليد

### يناير
- 7 يناير – شاكيل أحمد لاعب كرة قدم بنغلاديشي.

### أغسطس
- 26 أغسطس – اتيغور رحمن ميشو لاعب كرة قدم بنغلاديشي.

### ديسمبر
- 12 ديسمبر – مأمون الاسلام لاعب كرة قدم بنغلاديشي.

## وفيات

### فبراير
- 8 فبراير – سانتوش دوتا (مواليد 1925) ممثل هندي.